# 木下牧子
木下 牧子（きのした まきこ、1956年9月20日 - ）は、日本の作曲家。管弦楽、吹奏楽、室内楽、声楽など幅広いジャンルにわたって作品を発表し、高い支持を得ている。

## 略歴
東京都生まれ。東京都立芸術高等学校（ピアノ専攻）を卒業、1浪後東京藝術大学作曲科に入学し、同大学卒業、同大学院修了（管弦楽曲「壺天」が作曲科首席卒業作品として演奏されている）。在学中、作曲を石桁真礼生、黛敏郎、浦田健次郎、丸田昭三に、ピアノを岩崎操に師事する。日本現代音楽協会会員。
20代にはオーケストラ作品が多く、日本音楽コンクール管弦楽作曲部門や日本交響楽振興財団作曲賞に入選、「序奏とアレグロ」で吹奏楽デビューもしている。30代は合唱が中心となり、親しみやすいアカペラから管弦楽伴奏の大作まで幅広く発表、約10年遅れて書き始めた歌曲もすでに多数の歌曲集を世に出しており、最も人気のある作曲家の一人である。2003年に初めてオペラを発表、その後吹奏楽、管弦楽の作曲に復帰し、現在はオールラウンドな活躍を見せている。オペラ「不思議の国のアリス」（モーツァルト劇場20周年委嘱作品）初演で三菱UFJ信託音楽賞奨励賞を受賞した。現在までに、毎回編成の異なる5回の作品展を開催。2019年に開催した、第5回「オーケストラ作品展」（大井剛史指揮、岡田奏ピアノソロ、東京交響楽団）は、とりわけ好評を博した。

## 詳細
若い頃は「オケにしか興味」がなかったという木下が、合唱の世界でデビューしたのは、声楽家であり指揮者の鈴木成夫との出会いによるところが大きい。歌曲「涅槃」（1978年）の譜面を見て絶賛した鈴木が指揮する東京外国語大学混声合唱団コール・ソレイユのためにと、彼女に新作を委嘱した。これが木下の合唱組曲第1作となる「方舟」（作詩：大岡信）である。鈴木は後に「かなりエポック・メイキングな作品」だったと振り返っている。この組曲や次作の「ティオの夜の旅」によって、カワイ出版の社員から「ポスト新実徳英と位置づけている」と言われるほどであるから、彼女の（合唱界への）登場がどれだけよろこびをもって迎えられたかがうかがえるだろう。
以後、木下は今日に至るまで合唱の方面に重心を傾けているが、自身は「本質的には器楽の作曲家」だとしている。実際、1990年代半ばまではオーケストラ作品を折に触れて発表しており、1999年に行われた鼎談で「大きい編成を書きたくてしょうがない」と告白している。その彼女が「究極的にやりたかったこと」は合唱と管弦楽の組み合わせであり、それは「邪宗門秘曲」の管弦楽伴奏版（2001年）、「四万十川」（1999年）、オペラ「不思議の国のアリス」（2003年）などで果たされている。
歌曲についても、若い頃はほとんど興味がなかったとのことだが、1990年代半ばから突然その魅力に目覚め、2000年までに3冊の歌曲集を出版するほどに精力を傾けている。この分野には、自身の合唱曲の編曲も含まれている。
一方で、「私はクラシック系純音楽作品だけ作曲して市民権を得たいと思い、ずっと作品を書き続けてきましたし、これからもそのつもりです」として、自身の商業音楽への進出には否定的である。これは彼女の「ホールで演奏されたとき最も輝く曲を書き続けたい」との信念に基づくものであり、マスメディアを通した彼女の作品の発表はNHKで数作品程度のみである。

## 代表作
（）内の人物は作詩者。

### オペラ・音楽劇
- オペラ「不思議の国のアリス」（2003/05年　台本／高橋英郎・木下牧子）2管オーケストラ版、8重奏版。
- 朗読/独唱、クラリネット、ピアノ（打楽器）のための音楽物語「蜘蛛の糸」（2012年／芥川龍之介）

### 管弦楽曲
- 管弦楽曲「壺天」（芸大作曲科首席卒業作品）（1980年）
- 管弦楽のための「幻想曲」（1982年）
- 管弦楽のための「AURA」（1987年）
- 弦楽オーケストラのための「シンフォニエッタ」（1996年）
- 呼吸する大地〜オーケストラのための（2010/19年）
- ピアノ・コンチェルト（2012/19年）
- ルクス・エテルナ〜オーケストラのための（2016/19年）
- アルトサクソフォン・コンチェルト（2021年）

### 管弦楽伴奏合唱曲
- 「四万十川」（山下正雄）混声合唱&2管オーケストラ
- 「虚無の未来へ」（蔵原伸二郎）混声合唱&1管オーケストラ
- 「邪宗門秘曲」（北原白秋）混声合唱&1管、2管オーケストラ
- 「鴎」（三好達治）混声合唱&1管、2管オーケストラ
- 「たいようオルガン」（荒井良二）混声合唱&2管オーケストラ
- 「光はここに」（立原道造）混声合唱&2管オーケストラ

### 吹奏楽曲
- 序奏とアレグロ（1981年作曲、1982年度全日本吹奏楽コンクール課題曲B）
- シンフォニア（1988年）
- パルセイション（2005年作曲、2006年度全日本吹奏楽コンクール課題曲III）
- ゴシック（2006年）
- サイバートリップ（2008年）

### 室内楽曲
- ふるえる月〜打楽器アンサンブル（2000年）
- ねじれていく風景〜クラリネット、ヴァイオリン&ピアノのための（2004年）
- 打楽器コンチェルト（2008年）
- もうひとつの世界〜ヴァイオリン、ヴィオラ、チェロ&ピアノのための（2011年）
- 夜は千の目を持つ〜アルト・サクソフォン&ピアノのための（2011〜2012年）
- 時のかけら〜マリンバ&ピアノのための（2014年作曲/2017年改訂）
- SPARKS〜マリンバ・ソロのための（2015年）
- 砂の書～マリンバ・オーケストラのための（2017年）

### ピアノ曲
- こどものためのピアノ曲集「不思議の国のアリス」（1993年）
  - 同名のオペラとは別作品。
- 9つのプレリュード（2001年）
- ピアノ連弾曲集「やわらかな雨」（4手連弾/2002年）
- 「夢の回路」全2章（1986年作曲/2007年改訂）
- ピアノ連弾曲集「迷宮のピアノ」（4手連弾/2010年）
- 6つのフラグメント（2017年）
- 2台ピアののための「迷宮のピアノ」（2台ピアノ/2019年）
- ピアノ曲集「記憶の森」全7曲（2019年）
- 2台ピアノのための「PUZZLE」（2台ピアノ/2017〜20年）

### 合唱曲
- 混声合唱
  - 混声合唱組曲「方舟」（大岡信）
  - 混声合唱組曲「ティオの夜の旅」（池澤夏樹）
  - 混声合唱組曲「夢のかたち」（大岡信、吉行理恵、三木卓、竹中郁、萩原朔太郎）
  - 混声合唱組曲「光る刻」
  - 混声合唱曲集「地平線のかなたへ」（谷川俊太郎）
  - 混声合唱のためのマザーグース・メロディ「こまどりをころしたのだれ?」（訳詩 浅井資子）
  - ア・カペラ混声合唱のための「春の予感」（今成敏夫）東北大学混声合唱団30周年を記念して委嘱された曲。1989年委嘱、1991年仙台市にて初演。
  - 混声合唱曲集「光と風をつれて」（工藤直子）
  - 混声合唱曲集「うたよ!」（まど・みちお）
  - 混声合唱曲集「夢みたものは」
  - ア・カペラ混声合唱のための「ELEGIA」（北園克衛）
  - 混声合唱曲「邪宗門秘曲」（北原白秋／ピアノ伴奏版・管弦楽伴奏版）
  - 混声合唱のための「木下牧子アカペラ・コーラス・セレクション」
  - 混声四部合唱とオルガンのための「光はここに」（立原道造）
  - 混声合唱とピアノのための「いのちの木を植える」（谷川俊太郎）
  - 「オンディーヌ」（吉原幸子）
  - 無伴奏二重混声合唱「仏の見たる幻想の世界」（萩原朔太郎）
  - 混声四部合唱曲「たったひとつの」（能祖将夫）
  - 混声三部合唱曲「そのひとがうたうとき」（谷川俊太郎／女声三部版・混声四部版）
  - 吹奏楽伴奏による混声合唱曲「いま!」（ピアノ伴奏版）
  - 混声合唱曲「旅の歌」（ヘルマン・ヘッセ／訳詩 高橋健二）
- 女声合唱
  - 女声合唱とピアノのための「ファンタジア」（C.ロセッティ他）
  - 女声合唱曲集「わたしは風」
  - ア・カペラ女声合唱のための「絵の中の季節」（岸田衿子）
  - 無伴奏女声合唱曲集「5つの祈り」（ヴォカリーズ）
  - 「オンディーヌ」（吉原幸子）
  - 女声合唱組曲「悲しみの枝に咲く夢」
  - 女声合唱曲集「地平線のかなたへ」（谷川俊太郎）
  - 女声合唱のための「木下牧子アカペラ・コーラス・セレクション」
  - 女声合唱とピアノのための「花のかず」
  - 女声合唱と打楽器のための「Blue」
  - 同声（女声）合唱とパーカッションのための4つの舞曲
  - 児童／女声合唱のための「あわていきもののうた」（木島始）
  - 吹奏楽伴奏による女声三部合唱曲「いま!」（ピアノ伴奏版）
  - 女声合唱曲集「自然と愛と孤独と」
- 男声合唱
  - 男声合唱組曲「方舟」（大岡信）
  - 男声合唱組曲「ティオの夜の旅」（池澤夏樹）
  - 男声合唱組曲「真夜中」（清岡卓行）
  - 男声合唱組曲「Enfance finie」（三好達治）
  - 男声合唱曲集「恋のない日」（堀口大學）
  - 無伴奏男声合唱のための｢わたしはカメレオン｣
  - 男声合唱とピアノのための「美術館へ」（大岡信／出版に当たり「朝の頌歌」と改題）
  - 男声合唱曲集「地平線のかなたへ」（谷川俊太郎）
  - 無伴奏男声合唱組曲「いつからか野に立つて」（高見順）
  - 男声合唱組曲「光る刻」
  - 「ロマンチストの豚」（やなせたかし）
- NHK全国学校音楽コンクール課題曲
  - もえる緑をこころに（関根栄一／混声・女声。第59回（1992年度）中学校の部課題曲）
  - めばえ（みずかみかずよ／混声・男声・女声。第64回（1997年度）高等学校の部課題曲）
  - なぎさの地球（大岡信／混声・男声・女声。第69回（2002年度）高等学校の部課題曲）
  - まいにち「おはつ」（工藤直子／第73回（2006年度）小学校の部課題曲）

### 歌曲
- 歌曲「涅槃」（萩原朔太郎）
- 歌曲集「愛する歌」（やなせたかし） 
  - 「ロマンチストの豚」を含む。女声（同声）合唱版あり。
- 歌曲集「晩夏」
- 歌曲集「六つの浪漫」
- 歌曲集「秋の瞳」（八木重吉）
- 歌曲集「抒情小曲集」
- 歌曲集「へびとりのうた」（東君平）
- 歌曲集「C.ロセッティの4つの歌」（クリスティーナ・ロセッティ）
  - 女声合唱版からの編曲。訳詩による。
- 歌曲集「三好達治の詩による2つの歌」
- 歌曲集「黒田三郎の詩による三つの歌」
- 歌曲集「父の唄」（バリトン、アルト・サックス、ピアノ）
- 歌曲集「古風な月」
- 歌曲集「動物詩集」
- 歌曲集「花のかず」（岸田衿子）
- 歌曲集「いちばん すきなひとに」（谷川俊太郎）
- 歌曲集「太陽は空の中心にかかる」（立原道造）

### その他
- マンドリンオーケストラ曲「雨」（1976年）

### 書籍
- 『よくわかる楽典』（ナツメ社図解雑学シリーズ、2008）監修とエッセイを担当